# Val di Lei
Het Val di Lei is een onbewoond bergdal in het westen van de Italiaanse provincie Sondrio (Lombardije).
De vallei is vanuit Italië alleen te voet bereikbaar. Geografisch gezien maakt het deel uit van het Zwitserse kanton Graubünden. Het dal mondt uit bij het bergdorp Ponte d'Avers in het Val Avers. Met de auto is het bereikbaar via een bochtige weg met tunnel die eindigt bij de stuwdam. In 1957 is begonnen met de bouw van de 138 meter hoge dam. Na de voltooiing in 1962 vond een kleine grenscorrectie plaats, waardoor de dam nu op Zwitsers grondgebied ligt. Het waterniveau van het 8 kilometer lange Lago di Lei ligt maximaal 1931 meter boven zeeniveau. Door het dal stroomt het riviertje Reno di Lei (Rijn van Lei), de enige Italiaanse waterstroom die uiteindelijk uitstroomt in de Noordzee. Het merendeel van het water voor het stuwmeer wordt echter via tunnels uit het Zwitserse Aversdal aangevoerd.
Het Val di Lei wordt omgeven door de Pizzo Stella (3163 m), Pizzo d'Inferno (3026 m), Pizzo Groppera (2948 m), Pizzo Mater (3025 m), Piz Timon (3209 m) en Pizzo della Palù (3179 m). Vanuit het Italiaanse Val San Giacomo is het te voet te bereiken via de Passo di Angeloga (2391 m) en de Passo di Lei (2659 m).